# Bocydium bulliferum
Bocydium bulliferum är en insektsart som beskrevs av Goding 1930. Bocydium bulliferum ingår i släktet Bocydium och familjen hornstritar. Inga underarter finns listade i Catalogue of Life.